# Terral

Terral è il terzo album in studio del cantautore spagnolo Pablo Alborán, pubblicato nel 2014.

## Tracce
1. Por fin – 4:01
2. La escalera – 3:57
3. Ecos – 4:22
4. Pasos de cero – 3:54
5. Está permitido – 3:44
6. Recuérdame – 4:47
7. Ahogándome en tu adiós – 4:12
8. Volvería – 4:22
9. Un buen amor – 4:17
10. Vívela – 3:11
11. Gracias – 4:24
12. Quimera (featuring Ricky Martin) – 4:20
13. Despídete – 3:48
14. El olvido – 4:49
15. La escalera (acoustic) – 3:56
16. Por fin (acoustic) – 4:00
17. Quimera – 4:20

## Classifiche
| Classifica (2014) | Posizione massima |
| ----------------- | ----------------- |
| Belgio (Vallonia) | 193               |
| Portogallo        | 2                 |
| Spagna            | 1                 |